# Ibrahima Souaré
Ibrahima Souaré est un footballeur guinéen né le 14 juillet 1982 à Conakry.
Il participe à la Coupe d'Afrique des nations 2006 avec l'équipe de Guinée et dispute un total de 71 matchs en National avec les clubs de Valence et Martigues.

## Carrière
| Année     | Club                    | Pays   |
| --------- | ----------------------- | ------ |
| 1998      | Hirondelles de Conakry  | Guinée |
| 1998-2001 | Stade rennais B         | France |
| 2001-2003 | US changéenne           | France |
| 2003-2004 | Stade Beaucairois       | France |
| 2004-2005 | ASOA Valence            | France |
| 2005-2006 | Jura Sud Foot           | France |
| 2006-2008 | FC Martigues            | France |
| 2008-2009 | AO Kerkyra              | Grèce  |
| 2009-2011 | FC Baulmes              | Suisse |
| 2012      | Olympique Grande-Synthe | France |